# Tyihvini temető
A Tyihvini temető (oroszul: Тихвинское кладбище, magyaros átírással: Tyihvinszkoje kladbiscse) egy híres sírkert Oroszországban, Szentpétervárott, az Alekszandr Nyevszkij-kolostor területén, Oroszország egyik jelentős nemzeti emlékhelye. Itt nyugszanak sokan a legnagyobb orosz művészek közül.

## Története
A 19. század elején a Alekszandr Nyevszkij-kolostor mellett fekvő Lazarev (Lazarevszkoje) temető kicsinek bizonyult, és bővítéséhez új földterületet jelöltek ki a Monasztirka folyó (a Néva mellékága) túlpartján. Az új temető 1823-ban nyílt meg Új-Lazarev (Novo-Lazarevszkij) néven. 1869-71 között a Polezsajev kereskedőcsalád adományából bizánci-orosz stílusú ortodox templomot emeltek a temető északi részén, melyet Isten Anyja tiszteletére szenteltek fel. Itt került elhelyezésre az úgynevezett tyihvini Isten Anyja ikon. A temetőt később ezért nevezték át.
1935-37 között a szovjet kormány utasítására komolyabb felújítást hajtottak végre, mely során kialakították itt a művészek emlékparkját. A rekonstrukció során számos síremléket eltávolítottak, melyeket nem tartottak elég jelentősnek és méltónak a kialakítandó emlékhelyhez. Ezek nagy része megsemmisült, köztük az orosz klasszicista szobrászat számos alkotása. A város, illetve az ország több temetőjéből hoztak át és temettek újra művészeket, néhány esetben megőrizve az eredeti sírkövet.

## Itt nyugszanak
- Vaszilij Vasziljevics Andrejev (1861–1918), balalajka-virtuóz, zeneszerző
- Anton Sztyepanovics Arenszkij (1861–1906), zeneszerző, zongorista, karmester
- Varvara Nyikolajevna Aszenkova (1817–1841), színésznő
- Milij Alekszejevics Balakirev (1837–1910), zeneszerző
- Jevgenyij Abramovics Baratinszkij (1800–1844), költő
- Alekszandr Porfirjevics Borogyin (1833–1887), zeneszerző
- Dmitrij Sztyepanovics Bortnyanszkij (1751–1825), zeneszerző
- Pjotr Iljics Csajkovszkij (1840–1893), zeneszerző
- Alekszandr Szergejevics Dargomizsszkij (1813–1869), zeneszerző
- Fjodor Mihajlovics Dosztojevszkij (1821–1881), író
- Anna Grigorjevna Dosztojevszkaja (1846–1918), Fjodor Dosztojevszkij felesége
- Ilja Jakovlevics Gincburg (1859–1939), szobrász, tanár
- Mihail Ivanovics Glinka (1804–1857), zeneszerző
- Jurij Mihajlovics Jurjev (1872-1948), Sztálin-díjas színész, tanár
- Cezar Antonovics Kjui (1835–1918), zeneszerző, zenekritikus
- Vera Fjodorovna Komisszarzsevszkaja (1864–1910), színésznő
- Ivan Andrejevics Krilov (1769–1844), költő, meseíró, műfordító, egyetemi tanár, az Orosz Birodalmi Tudományos Akadémia tagja
- Szergej Vasziljevics Lebegyev (1874-1934), vegyész, akadémikus
- Jurij Fjodorovics Liszjanszkij (1773–1837), felfedező, admirális
- Modeszt Petrovics Muszorgszkij (1839–1881), zeneszerző
- Borisz Ivanovics Orlovszkij (1793–1837), szobrász
- Mariusz Ivanovics Petipa (1818-1910), balett-táncos, koreográfus, pedagógus
- Sztyepan Sztyepanovics Pimenov (1784–1833), szobrász
- Nyikolaj Andrejevics Rimszkij-Korszakov (1844–1908), zeneszerző
- Anton Grigorjevics Rubinstejn (1829-1894), zeneszerző, karmester
- Maria Agata Szymanowska (1789–1831), zongorista, zeneszerző
- Mihail Mihajlovics Szperanszkij gróf (1772–1839), államférfi, jogtudós
- Vlagyimir Vasziljevics Sztaszov (1824–1906), zenekritikus, művészettörténész, levéltáros, politikai aktivista
- Vaszilij Petrovics Sztaszov (1769–1848), építész, Vlagyimir és Dmitrij édesapja
- Dmitrij Vasziljevics Sztaszov (1828–1918), ügyvéd, aktivista, Vlagyimir Sztaszov testvére
- Fjodor Ignatyjevics Sztravinszkij (1813–1902), operaénekes (basszista), Igor Sztravinszkij édesapja
- Pjotr Andrejevics Vjazemszkij herceg (1792-1878), költő
- Pavel Petrovics Vjazemszkij herceg (1820-1888), diplomata, író, Pjotr Vjazemszkij herceg fia
- Anna Jakovlevna Petrova-Vorobjova (1817-1901), operaénekesnő (alt)
- Vaszilij Andrejevics Zsukovszkij (1783–1852), költő, műfordító, kritikus

## Képgaléria

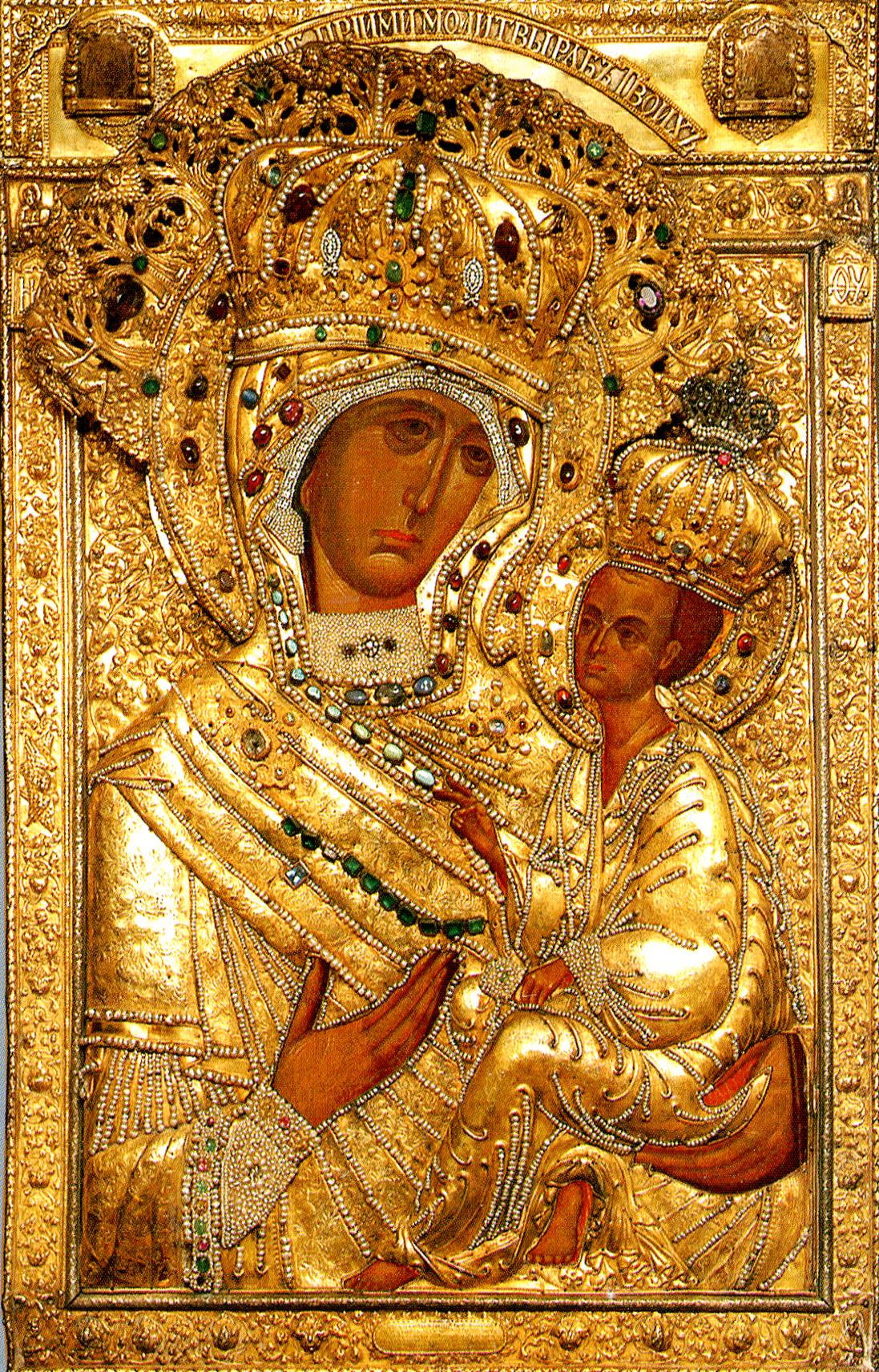
A tyihvini Isten Anyja ikon arany borítással
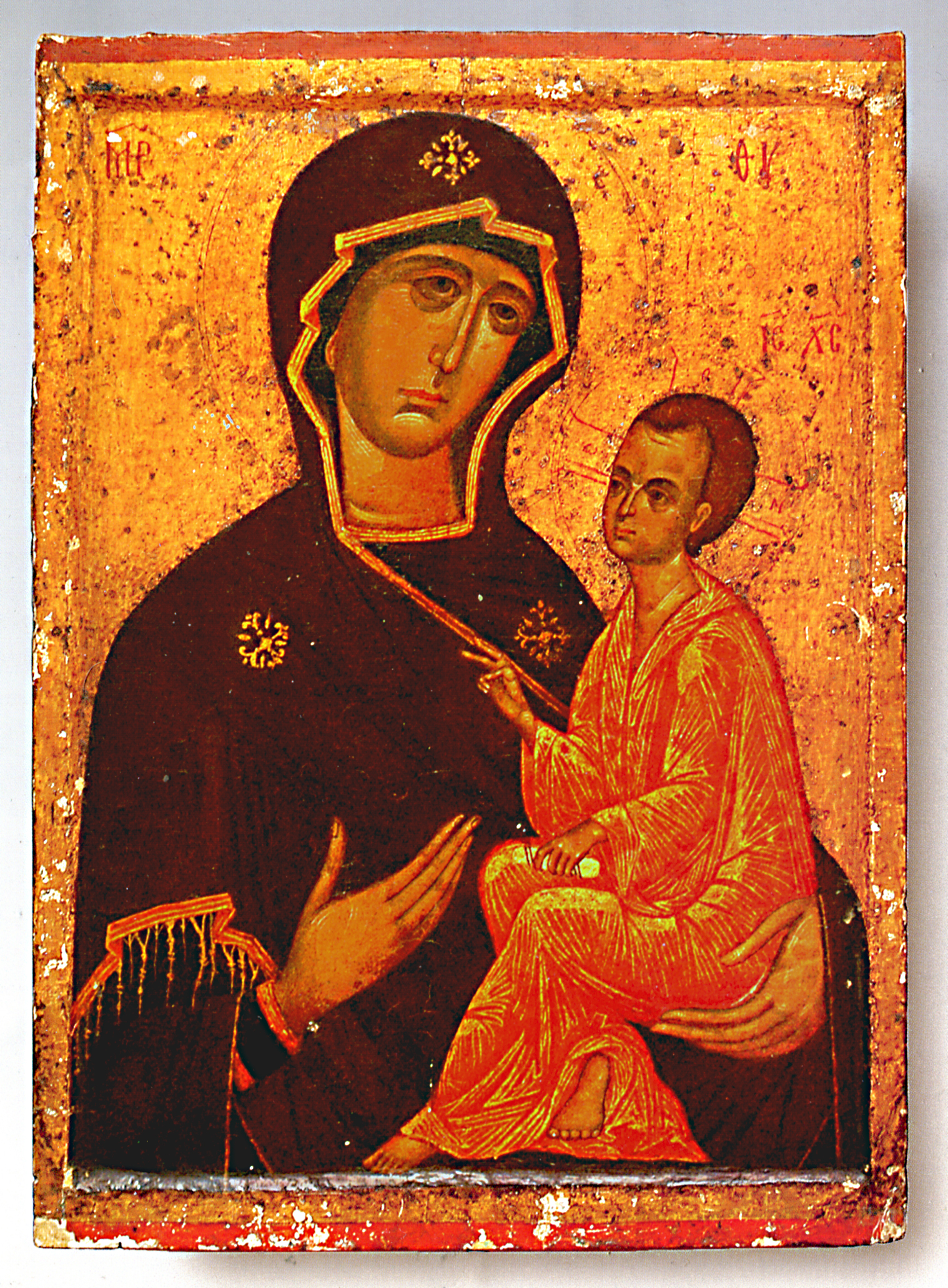
A tyihvini Isten Anyja ikon borítás nélkül
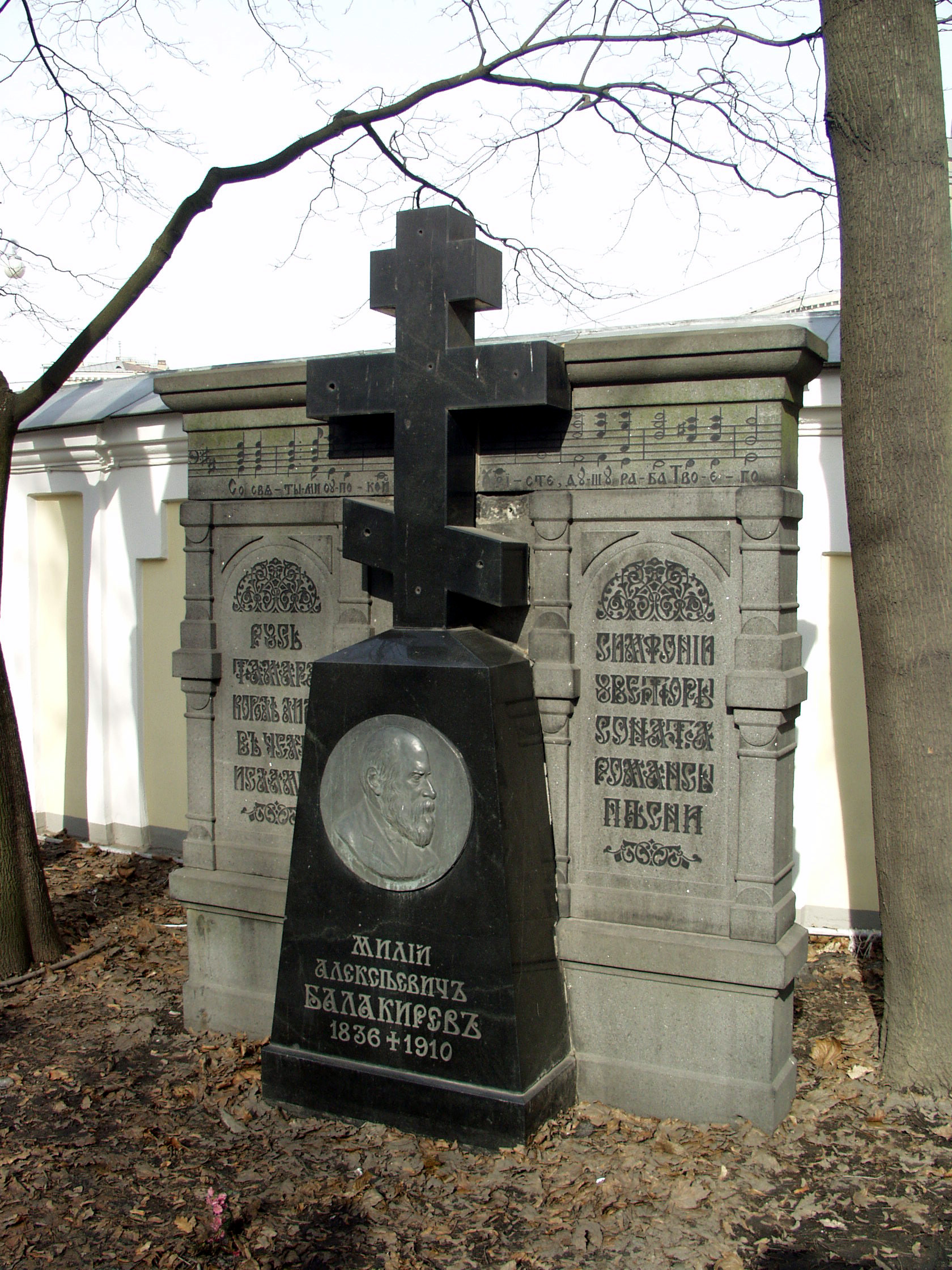
Milij Balakirev síremléke
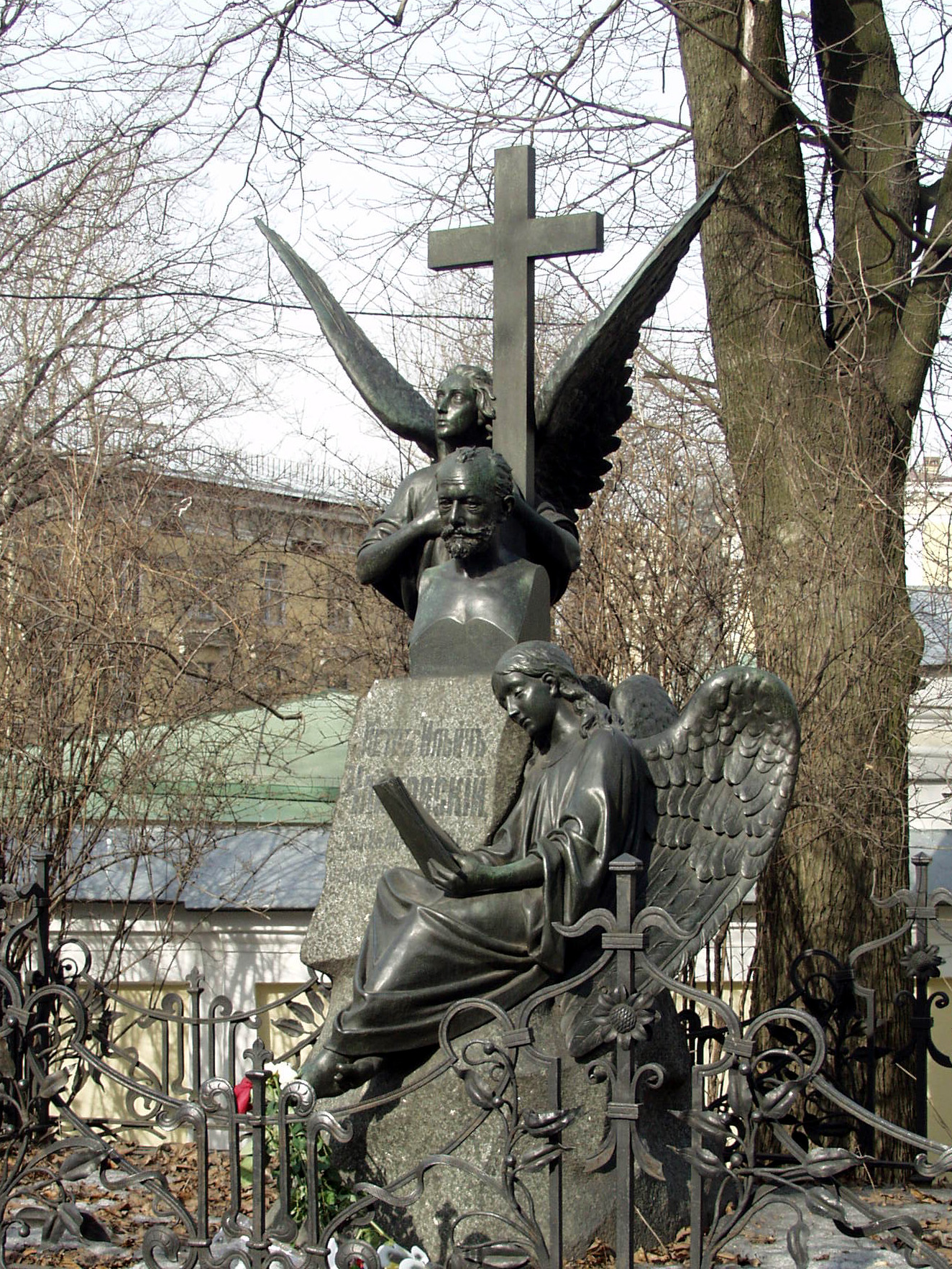
Pjotr Csajkovszkij sírja
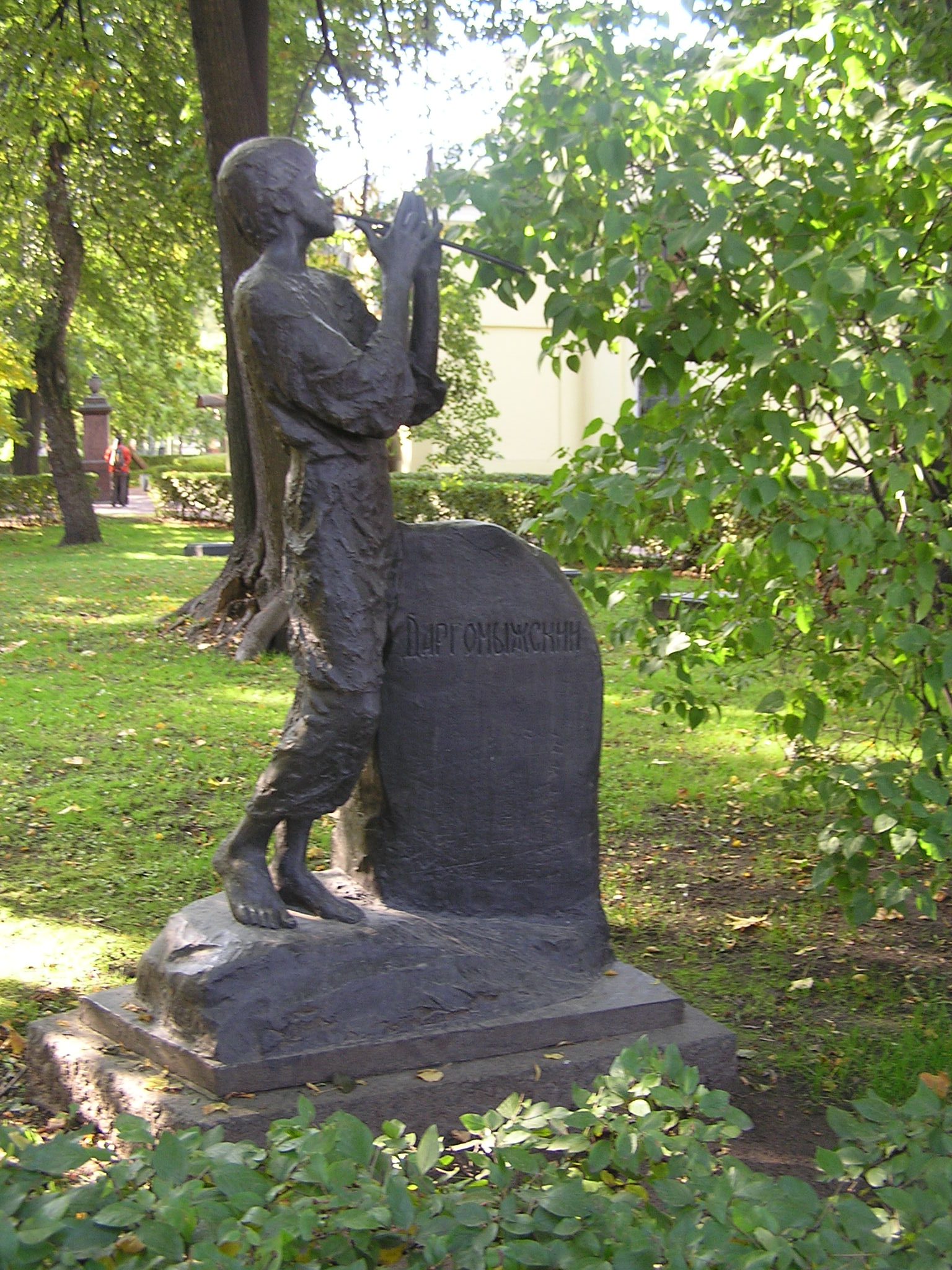
Alekszandr Dargomizsszkij síremléke
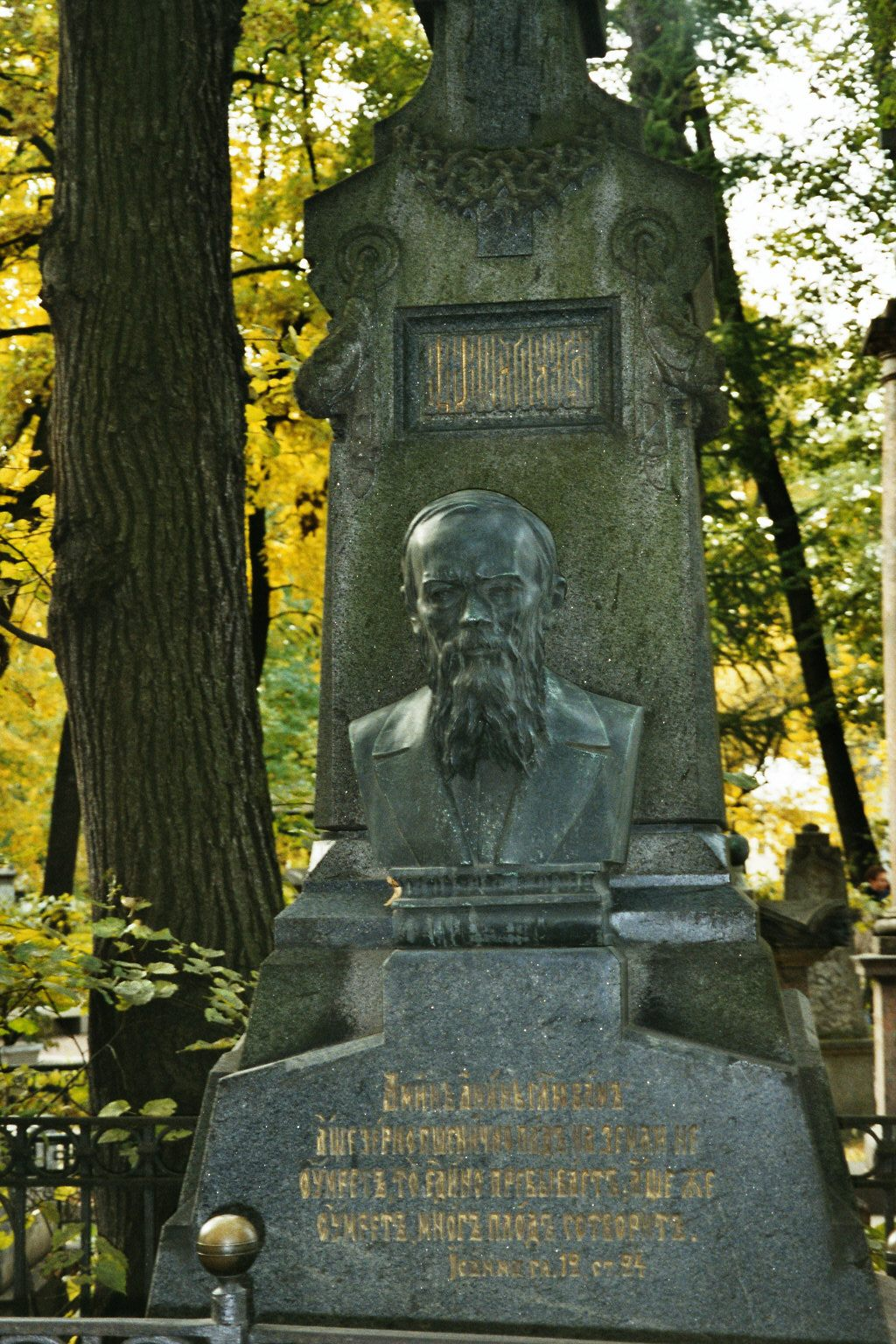
Fjodor Dosztojevszkij sírja
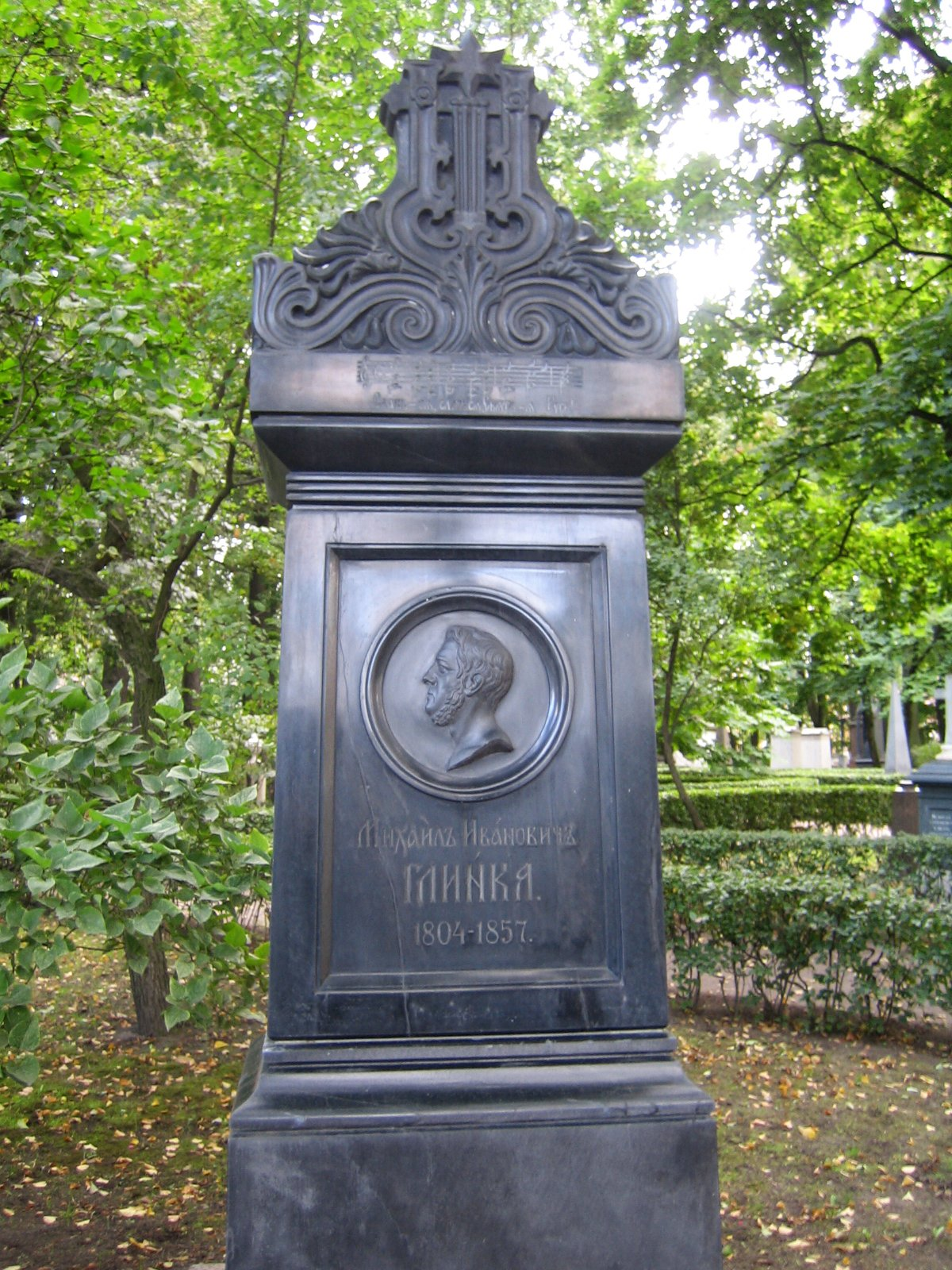
Mihail Glinka síremléke
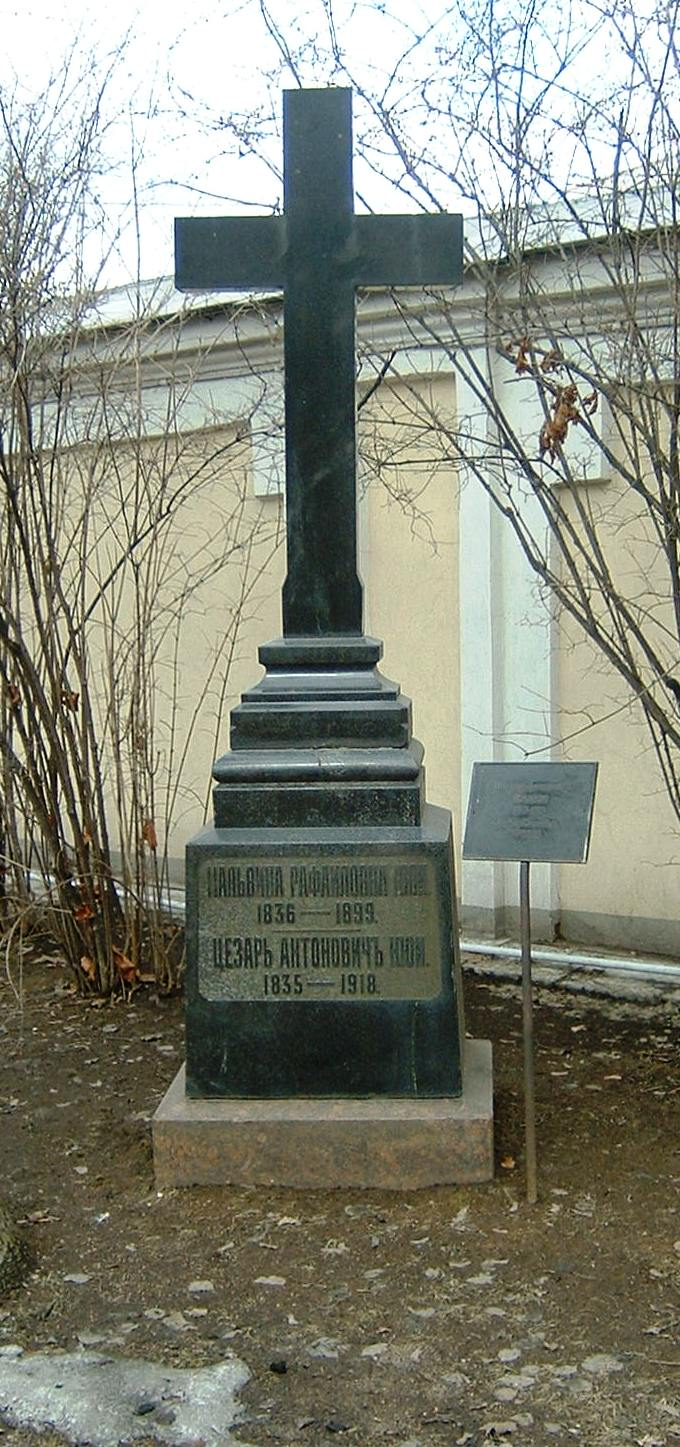
Cezar Kjui és felesége sírja
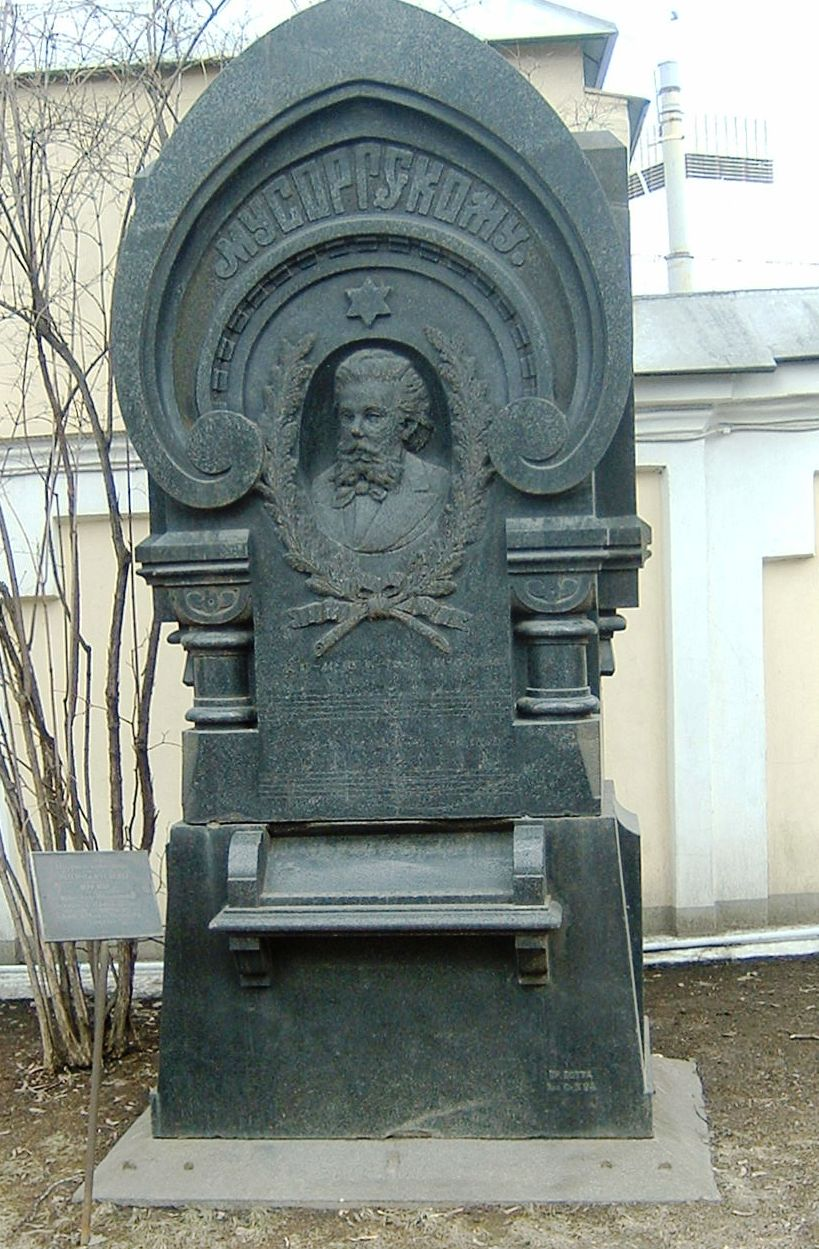
Modeszt Muszorgszkij síremléke
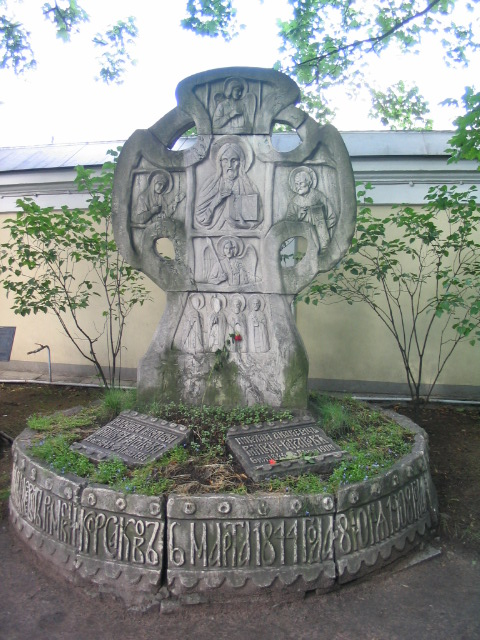
Nyikolaj Rimszkij-Korszakov sírja

## Fordítás
- Ez a szócikk részben vagy egészben a Тихвинское кладбище című orosz Wikipédia-szócikk ezen változatának fordításán alapul.  Az eredeti cikk szerkesztőit annak laptörténete sorolja fel. Ez a jelzés csupán a megfogalmazás eredetét és a szerzői jogokat jelzi, nem szolgál a cikkben szereplő információk forrásmegjelöléseként.